# Společnost Božího Slova
Verbisté neboli Společnost Božího Slova (latinsky: Societas Verbi Divini), někdy též zvaní steylští misionáři jsou katolický mužský řeholní institut papežského práva. Členové tohoto institutu bývají nazýváni verbisté a používají za jménem zkratku SVD nebo S.V.D.

## Historie

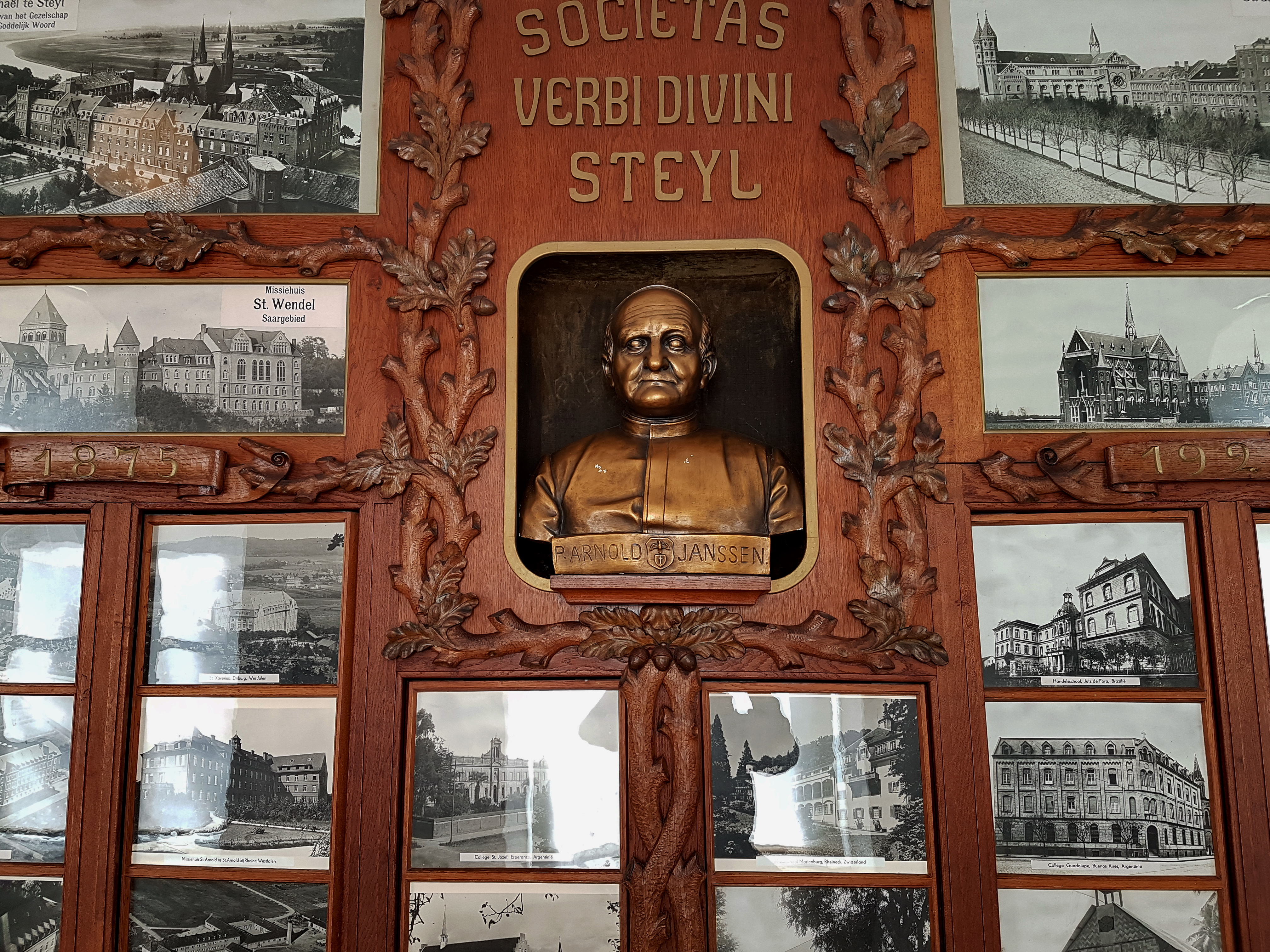
Sv. Arnold Janssen

Zakladatelem společnosti byl sv. Arnold Janssen (1837–1909). Společnost vznikla v roce 1875 v nizozemském Steylu.

## Základní poslání
Hlásání evangelia prostřednictvím farní pastorace, biblického apoštolátu, masmédií, lidových misií, apoštolátu univerzitní mládeže; a angažovanost v oblastech spravedlnosti a míru mezi národními menšinami, imigranty a lidmi na okraji společnosti.
Duchovní i materiální podpora misijní činnosti církve po celém světě. Získávání a formace nových duchovních povolání a laiků pro misie. Komunitní život.